# Leandro Pérez-Cossío y Bada
Leandro Pérez-Cossío y Bada (Cartagena, 18 de maig de 1832 - Madrid, 30 d'octubre de 1888) va ser un periodista i polític espanyol.

## Biografia
Nascut en Cartagena el 18 de maig de 1832, es va traslladar de jove a Granada. Va començar la seva carrera com a periodista en el periòdic La España de Pedro de Egaña. Des d'allí va passar, gairebé des de la seva fundació, a La Correspondencia de España, on va estar més de vint anys. Ja en els seus últims temps, i mogut per una estreta amistat amb Romero Robledo, va ser redactor de El Cronista i finalment director de El Diari Español (1885), quan Romero es va separar de Antonio Cánovas del Castillo i els seus amics van prendre aquest periòdic per a la seva defensa. Pérez-Cossío, que va pertànyer al grup de la Corda granadina, del qual també van formar part Alarcón, Castro y Serrano, Fernández Jiménez i Manuel del Palacio, entre d'altres, va exercir càrrecs administratius i va ser diputat a les primeres Corts de la Restauració pel districte gadità de Grazalema, en substitució de José Núñez de Prado. Se li va dedicar un carrer a la seva ciutat natal, a més de figurar el seu retrat a l'Ajuntament. Va morir a Madrid en la tarda del 30 d'octubre de 1888.